# Ерёмин, Василий Васильевич (слесарь)
Василий Васильевич Ерёмин (род. 8 января 1938) — советский слесарь, сотрудник Омского ПО «Полёт», лауреат Государственной премии СССР (1978).
Родился в д. Стайки Хвастовичского района Орловской (ныне Калужской) области.
Окончил училище механизации сельского хозяйства (1957), несколько месяцев работал трактористом. В 1957—1961 гг. служил в армии.
После увольнения в запас поступил на Омский авиазавод № 166 (будущее ПО «Полёт»). Первое время работал кочегаром, затем — слесарем, бригадиром слесарей.
Принимал участие в производстве изделий ракетно-космической техники, в том числе ракетных двигателей РД-170, РД-171 для ракет-носителей «Энергия», «Зенит».
Победитель социалистического соревнования, ударник пятилеток. Под его руководством бригада завоевала звание «Коллектив эффективного труда и отличного качества».
Лауреат Государственной премии СССР (1978). Награждён орденом «Знак Почёта» (1974).